# Champions olympiques hongrois
Liste des sportifs hongrois (par sport et par chronologie) médaillés d'or lors des Jeux olympiques d'été et d'hiver, à titre individuel ou par équipe, de 1896 à 2008.

## Jeux olympiques d'été

### Athlétisme
| Nom             | Discipline(s)     | Année(s) |
| --------------- | ----------------- | -------- |
| Rudolf Bauer    | Lancer du disque  | 1900     |
| Ibolya Csák     | Saut en hauteur   | 1936     |
| Imre Németh     | Lancer du marteau | 1948     |
| Olga Gyarmati   | Saut en longueur  | 1948     |
| József Csermák  | Lancer du marteau | 1952     |
| Angéla Németh   | Lancer du javelot | 1968     |
| Gyula Zsivótzky | Lancer du marteau | 1968     |
| Miklós Németh   | Lancer du javelot | 1976     |
| Balázs Kiss     | Lancer du marteau | 1996     |
| Krisztián Pars  | Lancer du marteau | 2012     |

### Boxe
| Nom           | Discipline(s)                                    | Année(s)          |
| ------------- | ------------------------------------------------ | ----------------- |
| Antal Kocsis  | Poids mouches (50,8 kg)                          | 1928              |
| István Énekes | Poids mouches (50,8 kg)                          | 1932              |
| Imre Harangi  | Poids légers (61,2 kg)                           | 1936              |
| Tibor Csík    | Poids coqs (54 kg)                               | 1948              |
| László Papp   | Poids moyens (73 kg) Poids super-welters (71 kg) | 1948 · 1952, 1956 |
| Gyula Török   | Poids mouches (51 kg)                            | 1960              |
| György Gedó   | Poids mi-mouches (48 kg)                         | 1972              |
| István Kovács | Poids coqs (54 kg)                               | 1996              |

### Canoë-kayak
| Nom                                        | Discipline(s)              | Année(s)                             |
| ------------------------------------------ | -------------------------- | ------------------------------------ |
| László Fábián János Urányi                 | K2 10 000 m                | 1956                                 |
| János Parti                                | C1 1 000 m                 | 1960                                 |
| Tibor Tatai                                | C1 1 000 m                 | 1968                                 |
| Mihály Hesz                                | K1 1 000 m                 | 1968                                 |
| László Foltán István Vaskúti               | C2 500 m                   | 1980                                 |
| Zsolt Gyulay                               | K1 500 m K4 1 000 m        | 1988 · 1988                          |
| Attila Ábrahám Ferenc Csipes Sándor Hódosi | K4 1 000 m                 | 1988                                 |
| Kinga Czigány Éva Dónusz Erika Mészáros    | K4 500 m                   | 1992                                 |
| Rita Kőbán                                 | K4 500 m K1 500 m          | 1992 · 1996                          |
| Csaba Horváth                              | C2 500 m                   | 1996                                 |
| György Kolonics                            | C2 500 m C1 500 m          | 1996 · 2000                          |
| Ferenc Novák Imre Pulai                    | C2 500 m                   | 2000                                 |
| Zoltán Kammerer Botond Storcz              | K2 500 m K4 1 000 m        | 2000 · 2000, 2004                    |
| Gábor Horváth Akos Vereckei                | K4 1 000 m                 | 2000, 2004                           |
| Natasa Janics                              | K1 500 m K2 500 m          | 2004 · 2004, 2008                    |
| Katalin Kovács                             | K2 500 m K4 500 m          | 2004, 2008 · 2012                    |
| Attila Vajda                               | C1 1 000 m                 | 2008                                 |
| Danuta Kozák                               | K1 500 m K4 500 m K2 500 m | 2012, 2016 · 2012, 2016, 2020 · 2016 |
| Rudolf Dombi Roland Kökény                 | K2 1 000 m                 | 2012                                 |
| Krisztina Fazekas-Zur                      | K4 500 m                   | 2012, 2016                           |
| Gabriella Szabó                            | K4 500 m K2 500 m          | 2012, 2016 · 2016                    |
| Tamara Csipes                              | K4 500 m                   | 2016, 2020                           |
| Sándor Tótka                               | K1 200 m                   | 2020                                 |
| Bálint Kopasz                              | K1 1 000 m                 | 2020                                 |
| Dóra Bodonyi Anna Kárász                   | K4 500 m                   | 2020                                 |

### Escrime
| Nom                                                                     | Discipline(s)               | Année(s)                                  |
| ----------------------------------------------------------------------- | --------------------------- | ----------------------------------------- |
| Jenő Fuchs                                                              | Sabre Sabre par équipes     | 1908, 1912 · 1908, 1912                   |
| Dezső Földes Oszkár Gerde Péter Tóth Lajos Werkner                      | Sabre par équipes           | 1908, 1912                                |
| László Berti Ervin Mészáros Zoltán Schenker                             | Sabre par équipes           | 1912                                      |
| Sándor Pósta                                                            | Sabre                       | 1924                                      |
| Ödön Tersztyánszky                                                      | Sabre Sabre par équipes     | 1928 · 1928                               |
| János Garay Sándor Gombos József Rády                                   | Sabre par équipes           | 1928                                      |
| Gyula Glykais Attila Petschauer                                         | Sabre par équipes           | 1928, 1932                                |
| György Piller                                                           | Sabre Sabre par équipes     | 1932 · 1932                               |
| Aladár Gerevich                                                         | Sabre par équipes Sabre     | 1932, 1936, 1948, 1952, 1956, 1960 · 1948 |
| Ernő Nagy                                                               | Sabre par équipes           | 1932                                      |
| Endre Kabos                                                             | Sabre par équipes Sabre     | 1932, 1936 · 1936                         |
| Ilona Elek                                                              | Fleuret                     | 1936, 1948                                |
| Tibor Berczelly László Rajcsányi                                        | Sabre par équipes           | 1936, 1948, 1952                          |
| Imre Rajczy                                                             | Sabre par équipes           | 1936                                      |
| Pál Kovács                                                              | Sabre par équipes Sabre     | 1936, 1948, 1952, 1956, 1960 · 1952       |
| Rudolf Kárpáti                                                          | Sabre par équipes Sabre     | 1948, 1952, 1956, 1960 · 1956, 1960       |
| Bertalan Papp                                                           | Sabre par équipes           | 1948, 1952                                |
| Jenő Hámori Attila Keresztes Dániel Magay                               | Sabre par équipes           | 1956                                      |
| Gábor Delneky Zoltán Horváth Tamás Mendelényi                           | Sabre par équipes           | 1960                                      |
| Árpád Bárány István Kausz Tamás Gábos                                   | Épée par équipes            | 1964                                      |
| Zoltán Nemere                                                           | Épée par équipes            | 1964, 1968                                |
| Győző Kulcsár                                                           | Épée par équipes Épée       | 1964, 1968, 1972 · 1968                   |
| Ildikó Rejtő                                                            | Fleuret Fleuret par équipes | 1964 · 1964                               |
| Judit Ágoston-Mendelényi Lídia Dömölky Katalin Juhász-Nagy Paula Marosi | Fleuret par équipes         | 1964                                      |
| Tibor Pézsa                                                             | Sabre                       | 1964                                      |
| Csaba Fenyvesi                                                          | Épée par équipes Épée       | 1968, 1972 · 1972                         |
| Pál Nagy                                                                | Épée par équipes            | 1968                                      |
| Pál Schmitt                                                             | Épée par équipes            | 1968, 1972                                |
| Sándor Erdős István Osztrics                                            | Épée par équipes            | 1972                                      |
| Ildikó Schwarczenberger                                                 | Fleuret                     | 1976                                      |
| Imre Bujdosó László Csongrádi Imre Gedővári György Nébald               | Sabre par équipes           | 1988                                      |
| Bence Szabó                                                             | Sabre par équipes Sabre     | 1988 · 1992                               |
| Timea Nagy                                                              | Épée                        | 2000, 2004                                |
| Áron Szilágyi                                                           | Sabre                       | 2012, 2016, 2020                          |
| Emese Szász-Kovács                                                      | Épée                        | 2016                                      |

### Football
| Nom | Discipline(s)     | Année(s)   |
| --- | ----------------- | ---------- |
| József Bozsik László Budai Jenő Buzánszky Lajos Csordás Zoltán Czibor Jenő Dalnoki Gyula Grosics Nándor Hidegkuti Sándor Kocsis Imre Kovács Mihály Lantos Gyula Lóránt Péter Palotás Ferenc Puskás József Zakariás      | Tournoi olympique | 1952       |
| Dezső Novák | Tournoi olympique | 1964, 1968 |
| Ferenc Bene Tibor Csernai János Farkas József Gelei Kálmán Ihász Sándor Katona Imre Komora Ferenc Nógrádi Árpád Orbán Károly Palotai Antal Szentmihályi Gusztáv Szepesi Zoltán Varga                                    | Tournoi olympique | 1964       |
| István Básti Antal Dunai Lajos Dunai Ernő Noskó Károly Fatér László Fazekas István Juhász László Keglovich Lajos Kocsis Iván Menczel László Nagy Miklós Páncsics István Sárközi Lajos Szűcs Zoltán Szarka Miklós Szalay | Tournoi olympique | 1968       |

### Gymnastique
| Nom                                                                                | Discipline(s)                                                                        | Année(s)                        |
| ---------------------------------------------------------------------------------- | ------------------------------------------------------------------------------------ | ------------------------------- |
| István Pelle                                                                       | Cheval d'arçons Sol                                                                  | 1932 · 1932                     |
| Ferenc Pataki                                                                      | Sol                                                                                  | 1948                            |
| Margit Korondi                                                                     | Barres asymétriques                                                                  | 1952                            |
| Ágnes Keleti                                                                       | Sol Barres asymétriques Poutre Exercices d'ensemble avec agrès portatifs par équipes | 1952, 1956 · 1956 · 1956 · 1956 |
| Andrea Bodó Erzsébet Gulyás-Köteles Alíz Kertész Margit Korondi Olga Tass-Lemhényi | Exercices d'ensemble avec agrès portatifs par équipes                                | 1956                            |
| Zoltán Magyar                                                                      | Cheval d'arçons                                                                      | 1976, 1980                      |
| Zsolt Borkai                                                                       | Cheval d'arçons                                                                      | 1988                            |
| Henrietta Ónodi                                                                    | Saut de cheval                                                                       | 1992                            |
| Szilveszter Csollány                                                               | Anneaux                                                                              | 2000                            |
| Krisztián Berki                                                                    | Cheval d'arçons                                                                      | 2012                            |

### Haltérophilie
| Nom           | Discipline(s)               | Année(s) |
| ------------- | --------------------------- | -------- |
| Imre Földi    | Poids coqs (56 kg)          | 1972     |
| Péter Baczakó | Poids lourds moyens (90 kg) | 1980     |

### Judo
| Nom          | Discipline(s)           | Année(s) |
| ------------ | ----------------------- | -------- |
| Antal Kovács | Poids mi-lourds (95 kg) | 1992     |

### Lutte
| Nom             | Discipline(s)                                           | Année(s) |
| Richard Weisz   | Lutte gréco-romaine Poids lourd - plus de 83 kg (H)     | 1908     |
| Lajos Keresztes | Lutte gréco-romaine Poids léger - moins de 67,5 kg (H)  | 1928     |
| Ödön Zombori    | Lutte gréco-romaine Poids coq - moins de 56 kg (H)      | 1936     |
| Károly Kárpáti  | Lutte libre Poids léger - moins de 66 kg (H)            | 1936     |
| Ödön Zombori    | Lutte libre Poids coq - moins de 56 kg (H)              | 1936     |
| Gyula Bóbis     | Lutte libre Poids lourd - plus de 87 kg (H)             | 1948     |
| Imre Hódos      | Lutte gréco-romaine Poids coq - moins de 57 kg (H)      | 1952     |
| Miklós Szilvási | Lutte gréco-romaine Poids welter - moins de 73 kg (H)   | 1952     |
| Andras Sike     | Lutte gréco-romaine Poids coq - moins de 56 kg (H)      | 1960     |
| Imre Polyák     | Lutte gréco-romaine Poids léger - moins de 68 kg (H)    | 1964     |
| István Kozma    | Lutte gréco-romaine Poids lourd - plus de 97 kg (H)     | 1964     |
| István Kozma    | Lutte gréco-romaine Poids lourd - plus de 97 kg (H)     | 1968     |
| János Varga     | Lutte gréco-romaine Poids coq - moins de 57 kg (H)      | 1968     |
| Csaba Hegedűs   | Lutte gréco-romaine Poids moyen - moins de 82 kg (H)    | 1972     |
| Norbert Növényi | Lutte gréco-romaine Poids mi-lourd - moins de 90 kg (H) | 1980     |
| Ferenc Kocsis   | Lutte gréco-romaine Poids welter - moins de 74 kg (H)   | 1980     |
| Attila Repka    | Lutte gréco-romaine Poids léger - moins de 68 kg (H)    | 1992     |
| Péter Farkas    | Lutte gréco-romaine Poids moyen - moins de 82 kg (H)    | 1992     |
| Istvan Majoros  | Lutte gréco-romaine Poids coq - moins de 55 kg (H)      | 2004     |

### Natation
| Nom                                                | Discipline(s)            | Année(s) |
| Alfréd Hajós                                       | 100 m nage libre (H)     | 1896     |
| Alfréd Hajós                                       | 1 200 m nage libre (H)   | 1896     |
| Zoltán von Halmay                                  | 50 yards nage libre (H)  | 1904     |
| Zoltán von Halmay                                  | 100 yards nage libre (H) | 1904     |
| Ferenc Csik                                        | 100 m nage libre (H)     | 1936     |
| Katalin Szöke                                      | 100 m nage libre (F)     | 1952     |
| Valéria Gyenge                                     | 400 m nage libre (F)     | 1952     |
| Ilona Novák, Judit Temes, Éva Novák, Katalin Szöke | 4 × 100 m nage libre (F) | 1952     |
| Éva Székely                                        | 200 m brasse (F)         | 1952     |
| Sándor Wladár                                      | 200 m dos (H)            | 1980     |
| József Szabó                                       | 200 m brasse (H)         | 1988     |
| Tamás Darnyi                                       | 200 m 4 nages (H)        | 1988     |
| Tamás Darnyi                                       | 400 m 4 nages (H)        | 1988     |
| Krisztina Egerszegi                                | 200 m dos (F)            | 1988     |
| Krisztina Egerszegi                                | 100 m dos (F)            | 1992     |
| Krisztina Egerszegi                                | 200 m dos (F)            | 1992     |
| Krisztina Egerszegi                                | 400 m 4 nages (F)        | 1992     |
| Tamás Darnyi                                       | 200 m 4 nages (H)        | 1992     |
| Tamás Darnyi                                       | 400 m 4 nages (H)        | 1992     |
| Norbert Rózsa                                      | 200 m brasse (H)         | 1996     |
| Attila Czene                                       | 200 m 4 nages (H)        | 1996     |
| Krisztina Egerszegi                                | 200 m dos (F)            | 1996     |
| Ágnes Kovács                                       | 200 m brasse (F)         | 2000     |

### Pentathlon moderne
| Nom                                          | Discipline(s)  | Année(s) |
| Gábor Benedek, Aladár Kovácsi, István Szondy | Par équipe (H) | 1952     |
| Ferenc Nemeth                                | Individuel (H) | 1960     |
| Imre Nagy, András Balczó, Ferenc Nemeth      | Par équipe (H) | 1960     |
| Ferenc Török                                 | Individuel (H) | 1964     |
| András Balczó, Istvan Mona, Ferenc Török     | Par équipe (H) | 1968     |
| András Balczó                                | Individuel (H) | 1972     |
| Janos Martinek                               | Individuel (H) | 1988     |
| Janos Martinek, Attila Mizsér, Laszlo Fabian | Par équipe (H) | 1988     |
| Zsuzsanna Vörös                              | Individuel (F) | 2004     |

### Tir
| Nom            | Discipline(s)                                  | Année(s) |
| Sándor Prokopp | Carabine d'ordonnance à 300 m, trois positions | 1912     |
| Gyula Halasy   | Fosse olympique                                | 1924     |
| Károly Takács  | Pistolet feu rapide à 25 m                     | 1948     |
| Károly Takács  | Pistolet feu rapide à 25 m                     | 1952     |
| László Hammerl | Pistolet à 50 m position couchée               | 1964     |
| Karoly Varga   | Carabine tir couché à 50 m                     | 1980     |
| Diana Igaly    | Skeet (F)                                      | 2004     |

### Water-polo
| Nom | Discipline(s)         | Année(s) |
| István Barta, György Bródy, Olivér Halassy, Márton Homonnai, Sándor Ivády, Alajos Keserű, Ferenc Keserű, János Németh, Miklós Sárkány, József Vértesy                                                   | Tournoi olympique (H) | 1932     |
| Mihály Bozsi, Jenő Brandi, György Bródy, Olivér Halassy, Kálmán Hazai, Márton Homonnai, György Kutasi, István Molnár, János Németh, Miklós Sárkány, Sándor Tarics                                       | Tournoi olympique (H) | 1936     |
| László Jeney, György Vízvári, Dezső Gyarmati, István Hasznos, György Kárpáti, Róbert Antal, Dezsö Fabián, Kálmán Markovits, Károly Szittya, Dezsö Lemhényi, Miklós Martin, Antal Bolvári, István Szivós | Tournoi olympique (H) | 1952     |
| Laszlo Jenei, Istvan Hevesi, Dezső Gyarmati, Kalman Markovics, Tivadar Kanizsa, Istvan Szivos, György Karpati, Otto Boros, Mihály Mayer, Antal Bolvari, Ervin Zádor                                     | Tournoi olympique (H) | 1956     |
| Miklos Ambrus, László Felkai, Janos Konrad, Zoltán Dömötör, Tivadar Kanizsa, Péter Rusorán, György Kárpáti, Mihály Mayer, Dezső Gyarmati, Denes Pocsik, András Bodnár                                   | Tournoi olympique (H) | 1964     |
| Gábor Csapó, Tibor Cservenyák, Tamás Faragó, György Gerendás, György Horkai, György Kenéz, Ferenc Konrád, Endre Molnár, László Sárosi, Attila Sudár, István Szivós                                      | Tournoi olympique (H) | 1976     |
| Attila Vári, Zoltán Szécsi, Bulcsú Székely, Zsolt Varga, Tamás Märcz, Tamás Molnár, Barnabás Steinmetz, Tamás Kásás, Gergely Kiss, Zoltán Kósz, Tibor Benedek, Péter Biros, Rajmund Fodor               | Tournoi olympique (H) | 2000     |
| Tibor Benedek, Péter Biros, Rajmund Fodor, István Gergely, Tamás Kásás, Gergely Kiss, Norbert Madaras, Tamás Molnár, Ádám Steinmetz, Barnabás Steinmetz, Zoltán Szécsi, Tamás Varga, Attila Vári        | Tournoi olympique (H) | 2004     |
| Zoltán Szécsi, Tamás Varga, Norbert Madaras, Dénes Varga, Tamás Kásás, Norbert Hosnyánszky, Gergely Kiss, Tibor Benedek, Dániel Varga, Péter Biros, Gábor Kis, Tamás Molnár, István Gergely             | Tournoi olympique (H) | 2008     |

## Jeux olympiques d'hiver
Les sportifs hongrois n'ont pas encore remporté de titre aux Jeux olympiques d'hiver.